# Bartramia halleriana
Bartramia halleriana là một loài rêu trong họ Bartramiaceae. Loài này được Hedw. mô tả khoa học đầu tiên năm 1801.

## Hình ảnh

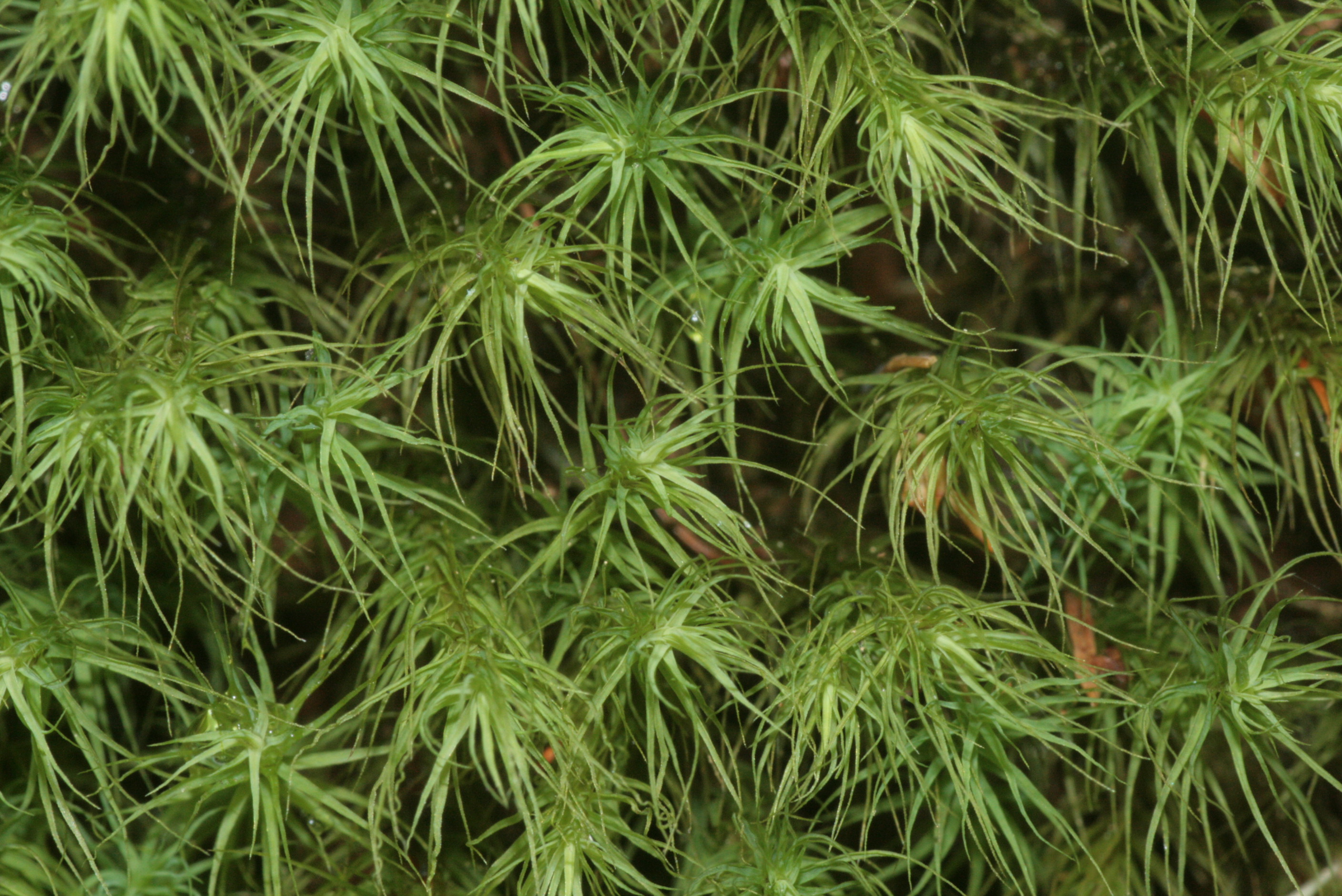
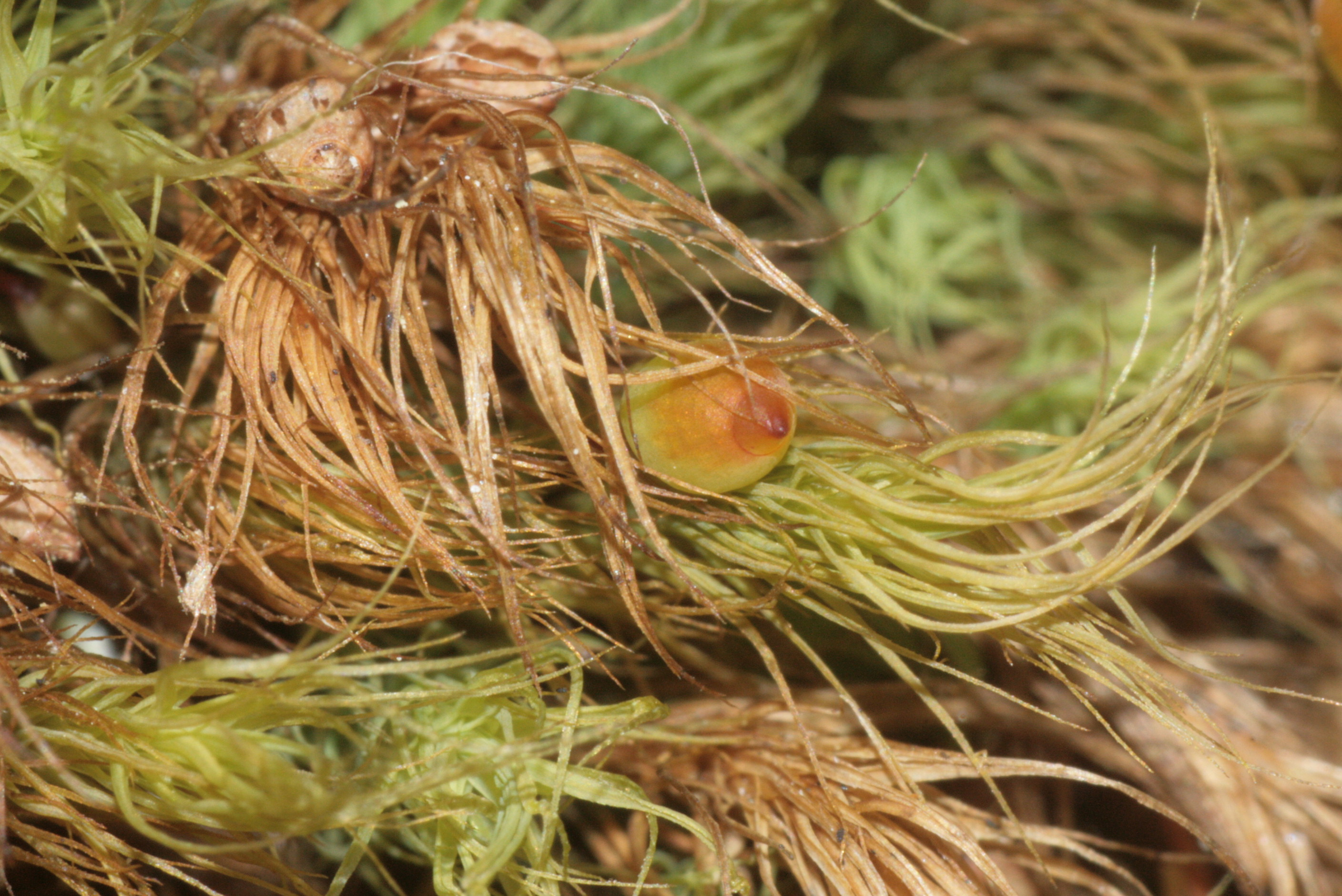
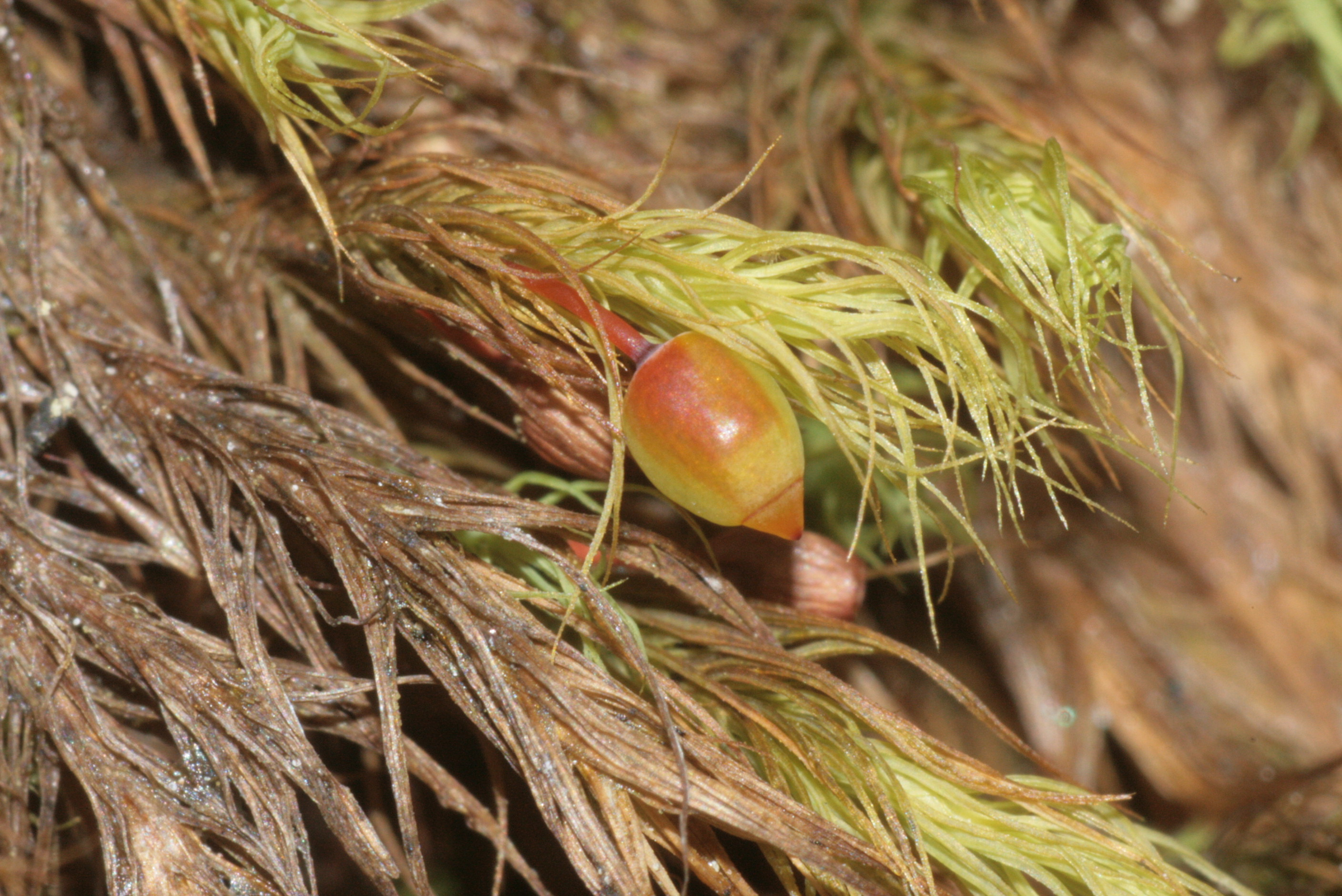
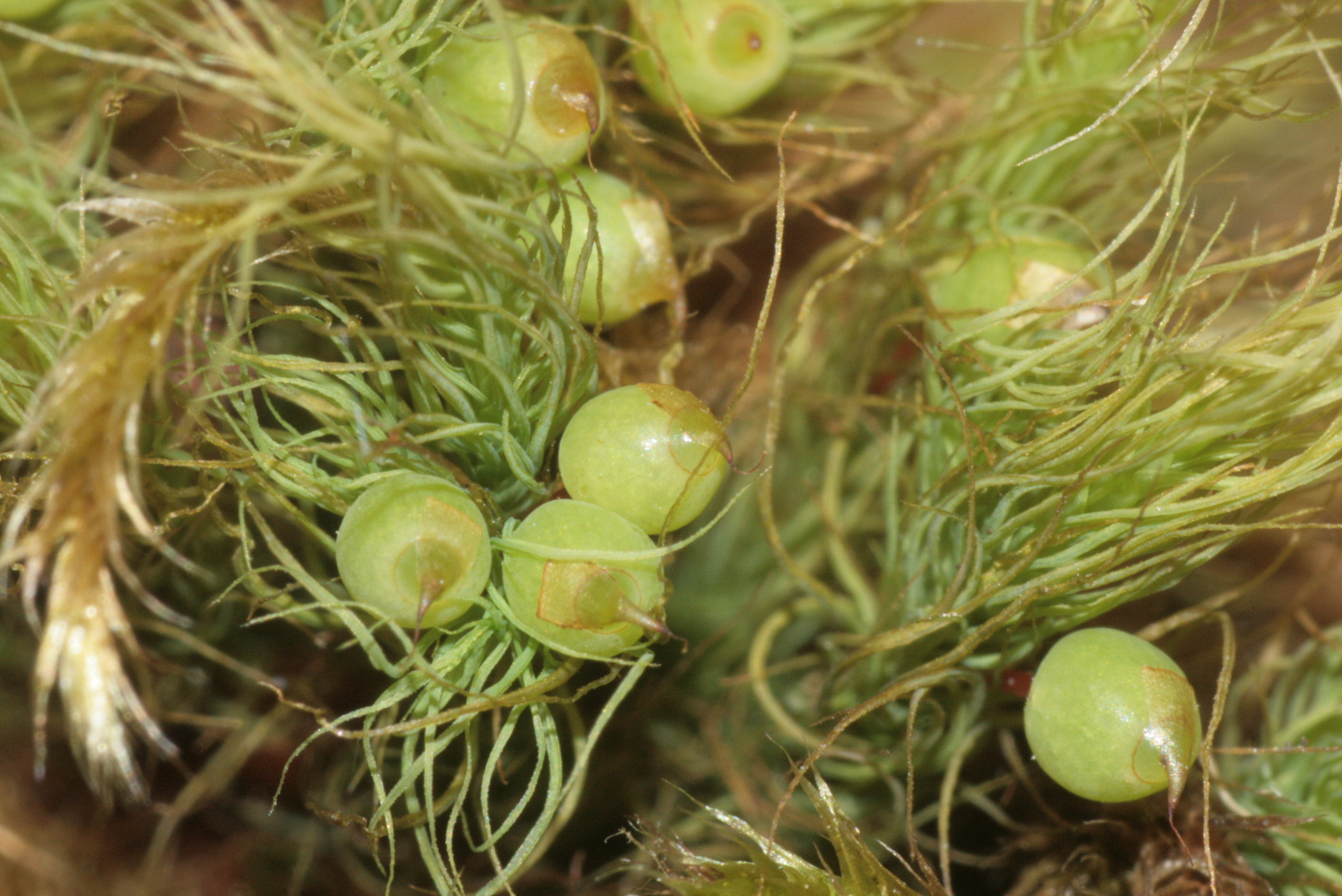